# Бойко Галина Софронівна
Галина Софронівна Бойко (нар. 1 березня 1958, Івано-Франківська область) — українська радянська діячка, птаховод птахоферми «Авангард» Тисменицького району Івано-Франківської області. Депутат Верховної Ради СРСР 11-го скликання.

## Біографія
Освіта середня. Член ВЛКСМ.
З 1974 року — птаховод птахоферми «Авангард» Тисменицького району Івано-Франківської області.
Потім — на пенсії в селі Підлісся Тисменицького району Івано-Франківської області.